# Teoria da suposição
Teoria da Suposição era um ramo da lógica medieval que foi, provavelmente, destinado a dar conta de questões semelhantes às modernas abordagens de referência, pluralidade, tensão e modalidade dentro de um contexto Aristotélico. Filósofos como John Buridan, William of Ockham, William of Sherwood, Walter Burley e Peter of Spain foram seus principais desenvolvedores. Por volta do século XIV, essa teoria parece ter sido transformada em, pelo menos, duas teorias bastante distintas: a teoria da "suposição propriamente dita" (que incluiu uma "ampliação" e é muito parecida com uma teoria de referência) e a teoria dos "modos de suposição" cuja função a que se destinava não é clara.

## Suposição propriamente dita
Suposição era uma relação semântica entre um termo e aquilo sobre o que ele está sendo usado para falar. Assim, por exemplo, nessa frase sugestiva Beba um outro copo, o termo copo está se referindo ao conteúdo (vinho, nesse caso) que está dentro do copo.
A lógica de suposição de um termo era um objeto de um termo referido (na gramática, suppositum (suposição) era usada de uma maneira diferente). No entanto, a suposição era uma relação semântica diferente de significação. Significação era uma relação convencional entre enunciados e objetos mediadas pelas particularidades de uma língua. Poculum significa, em latim, o que copo significa em inglês. Significação é a imposição de um significado em um enunciado, mas suposição está tornando um termo significativo em alguma parte do enunciado. De acordo com Peter of Spain, "Daí, o significado é antes da suposição. Nem eles pertencem à mesma coisa. Para ter significado pertence a um enunciado, mas para a suposição pertence a um termo já, por assim dizer, colocar juntos a partir de um enunciado e uma significado." Uma maneira fácil de ver a diferença está no exemplo anterior: beber outro copo. Aqui copo como um enunciado significa um copo como um objeto, mas o copo é um termo da língua inglesa que está sendo usado no lugar de fluido (vinho, nesse exemplo) contido na copo.
Os lógicos medievais dividiam a suposição em muitos tipos diferentes. E os jargões para os diferentes tipos, suas relações e seus significados ficaram complexos, e diferem muito de lógico para lógicos. A página da web de Paul Spade tinha uma série de diagramas úteis. A mais importante divisão é, provavelmente, entre o material, simples, pessoal e suposição indevida.Um termo supõe materialmente, quando ele é usado para substituir um enunciado ou inscrição, em vez de para o que significa. Quando eu digo Copo é uma palavra dissilábica (em português), eu estou usando a palavra copo para supor, materialmente, para o enunciado a palavra copo ao invés de um pedaço de cerâmica. Material de suposição é uma pequena forma de fazer o trabalho que gostaria de fazer hoje, usando aspas. De acordo com Ockham (Summa de Lógica I64, 8) "uma simples suposição ocorre quando um termo supõe uma intenção da alma, mas não é tomada significativamente." A ideia é que a simples suposição acontece quando o termo está de pé em um conceito humano, ao invés do que para o próprio objeto. Se eu disser Copos são um tipo importante de cerâmica, o termo copos não é sobre qualquer copo, mas para a ideia de um copo na mente humana (de acordo com Ockham, e muitos outros lógicos medievais, mas não de acordo com João Buridan). Supõe suposição pessoal em contraste quando o termo para o que ele significa. Se eu disser Passar-me um copo, o termo copo está de acordo com o objeto que é chamado de copo em inglês, por isso é pessoal suposição. Um termo é a suposição incorreta, se for uma suposição para um objeto, mas um objeto diferente do que ela significa, como no exemplo: Beba um copo.

## Modos de suposição
Suposição pessoal foi dividido em tipos, como discreta, determinada, meramente confusa, confusa e distributiva. Em 1966 T.K. Scott propôs dar um nome diferente para as discussões medievais das subvariedades de suposição pessoal, porque ele pensou que era uma questão bastante distinta das outras variedades de suposição. Ele propôs uma teoria da suposição pessoal chamando as subvariedades de "modos de suposição."
Os lógicos medievais deram conjuntos elaborados de regras sintáticas para determinar quando um termo supõe discretamente, determinadamente, confusamente ou confusa e distributiva. Assim, por exemplo, o objeto de uma reivindicação negativa ou indefinida um suposto determinadamente, mas o assunto de um singulares supõe reivindicação discretamente, enquanto o objeto de uma afirmativa supõe reivindicação confusa e determinadamente. Alberto da Saxônia deu 15 regras para determinar qual o tipo de suposição pessoal um termo está utilizando. Além disso, os lógicos medievais não parecem contestar sobre os detalhes das regras sintáticas para determinar o tipo de suposição pessoal. Essas regras parecem ser importantes, porque eles estavam ligados a teorias de descida para elementos e a ascensão de elementos.
Quando eu digo eu quero comprar um copo, Eu fiz uma reivindicação afirmativa por tempo indeterminado, com o copo como o termo predicado. Além disso, copo é um termo comum, incluindo vários copos particulares dentro dele. Então, se eu "descer a indicação", eu posso reescrever a minha frase afirmativa, como eu quero comprar este copo ou eu quero comprar esse copo ou quero comprar aquele copo, e assim por diante para todos os copos. Se eu tivesse um infinito de disjunção de todas os copos particulares, ele poderia estar para o termo da copa, na sua simples suposição em eu quero comprar um copo. Isso é chamado de suposição determinada. Que é quando eu digo eu quero comprar um copo quero dizer alguns determinados copos, mas eu não sei qual ainda. Da mesma forma, se eu dizer Algum copo não é uma mesa, eu poderia substituir Este copo não é uma mesa, ou aquele copo não é uma mesa ou ...
Por outro lado, se eu disser que 
Nenhum copo é uma mesa, não quero dizer que Esse copo não é uma mesa ou aquele não é uma mesa ou ... Quero dizer que Esse copo não é uma mesa, E aquele copo não é uma mesa, E que outro copo não é uma mesa, E .... Aqui eu estou me referindo não a um determinado copo especial, mas a todos os copos "fundidos" em conjunto, que é de todos os copos "confusamente." Isso é chamado de confuso e distributiva suposição.
Se eu disser que Este copo é feito de ouro, eu não posso descer uma disjunção dos particularidades, ou a um conjunto de particularidades, mas apenas porque este copo já é um particular. Este tipo de suposição pessoal é chamada de suposição discreta.
No entanto, o predicado de uma frase afirmativa universal não vai realmente caber em qualquer um desses modelos. Todos os copos de café são copos não implica todos os copos de café são este copo ou em todos os copos de café são um copo ou em ..., mas ainda menos implica todos os copos de café são este copo e em todos os copos de café são um copo e em .... Por outro lado, se acontecesse que houvesse apenas um copo de café deixada no mundo, seria verdade que todos os copos de café são aqueles copos, de modo que eu posso validamente inferir de todos os copos de café são aquele copo, todos os copos de café são copos. Aqui, a descida à disjunção falha e a descida à conjunção falha, mas a "ascensão das particularidades" é válida. Isso é chamado de "suposição meramente confusa".
Isso é basicamente como a teoria funciona, um problema muito mais difícil é exatamente o que é a teoria. Alguns comentaristas, como Michael Loux, sugeriram que a teoria da ascensão e da descida aos detalhes tem por objetivo fornecer condições de verdade para os quantificadores. T. K. Scott sugeriu que a teoria da suposição propriamente dita foi projetada para responder à pergunta: que tipo de coisa você está falando?. Mas a teoria da suposição pessoal visava responder à pergunta: quantos deles você está falando? Paul Spade sugeriu que, no século XIV, a teoria dos modos de suposição pessoal não visava mais nada.

## Ampliação
Quando eu digo que Nenhum copo é feito de chumbo, supõe-se que copo se refere a todos os copos que existem. Mas se eu disser Alguns copos eram feitos de chumbo no tempo dos Romanos, copos não pode ser uma simples suposição para todos os copos que existem, mas para copos antigos do tempo dos Romanos. Aqui, eu sou expandindo a suposição normal dos termos que eu uso. Peter of Spain diz que "a Ampliação é a extensão de um termo comum a partir de uma menor suposição para uma maior." Na prática, se falo do passado, do futuro ou faço uma reivindicação modal, os termos que uso são ampliados para supor coisas passadas, coisas futuras ou coisas possíveis, ao invés de sua suposição usual para as coisas atuais presentes. Assim, a ampliação torna a teoria medieval útil para explicar a lógica modal e a lógica tensa dentro da teoria da suposição.